# Ludvik Danek
Ludvik Danek (Checoslovaquia, 6 de enero de 1937-15 de noviembre de 1998) fue un atleta checoslovaco, especializado en la prueba de lanzamiento de disco en la que llegó a ser campeón olímpico en 1972.

## Carrera deportiva
En los JJ. OO. de Múnich 1972 ganó la medalla de oro en el lanzamiento de disco, llegando hasta los 64.40 metros, quedando en el podio por delante del estadounidense Jay Silvester y el sueco Ricky Bruch (bronce).